# Dyskografia Jerzego Połomskiego
Dyskografia Jerzego Połomskiego – dyskografia polskiego piosenkarza Jerzego Połomskiego.

## Polska

### Albumy studyjne
| Rok  | Tytuł i informacje wydawnicze                                                                 | Certyfikat |
| ---- | --------------------------------------------------------------------------------------------- | ---------- |
| 1959 | Podwieczorek z piosenką - Wydany: 1959 - Wytwórnia: Polskie Nagrania „Muza”, Pronit           |            |
| 1966 | Jerzy Połomski śpiewa - Wydany: 1966 - Wytwórnia: Polskie Nagrania „Muza”                     |            |
| 1969 | Daj - Wydany: 1969 - Wytwórnia: Polskie Nagrania „Muza”                                       |            |
| 1970 | Jerzy Połomski - Wydany: 1970 - Wytwórnia: Polskie Nagrania „Muza”                            |            |
| 1972 | Nie zapomnisz nigdy - Wydany: 1972 - Wytwórnia: Polskie Nagrania „Muza”                       |            |
| 1973 | Kiedy znów zakwitną białe bzy - Wydany: 1973 - Wytwórnia: Polskie Nagrania „Muza”             |            |
| 1974 | Warszawa moja miłość - Wydany: 1974 - Wytwórnia: Polskie Nagrania „Muza”                      |            |
| 1974 | W cichą noc - Wydany: 1974 - Wytwórnia: Polskie Nagrania „Muza”                               |            |
| 1975 | Bo z dziewczynami - Wydany: 1975 - Wytwórnia: Polskie Nagrania „Muza”                         |            |
| 1976 | Z Tobą świat nie ma wad - Wydany: 1976 - Wytwórnia: Polskie Nagrania „Muza”                   |            |
| 1978 | Tempus fugit - Wydany: 1978 - Wytwórnia: Polskie Nagrania „Muza”                              |            |
| 1981 | Szeptem malowane - Wydany: 1981 - Wytwórnia: Polskie Nagrania „Muza”                          |            |
| 1984 | Nie płaczmy nad sobą - Wydany: 1984 - Wytwórnia: Pronit                                       |            |
| 1994 | Bóg się rodzi - Wydany: 1994 - Wytwórnia: Wifon                                               |            |
| 1998 | Kolędy i pastorałki śpiewa Jerzy Połomski - Wydany: 1998 - Wytwórnia: Polskie Nagrania „Muza” |            |
| 2006 | Kolędy – Jerzy Połomski - Wydany: 2006 - Wytwórnia: Agencja Artystyczna MTJ                   |            |

### Kompilacje
| Rok  | Tytuł i informacje wydawnicze                                                                        | Certyfikat    |
| ---- | --- | ------------- |
| 1981 | Złote przeboje - Wydany: 1981 - Wytwórnia: Wifon                                                     |               |
| 1988 | Jak ten czas leci - Wydany: 1988 - Wytwórnia: Polskie Nagrania „Muza”                                |               |
| 1993 | Moja młodość - Wydany: 1993 - Wytwórnia: Polskie Nagrania „Muza”                                     | - Złota płyta |
| 1994 | Przedwojenne przeboje - Wydany: 1994 - Wytwórnia: Polskie Nagrania „Muza”                            |               |
| 1997 | Warszawa moja miłość - Wydany: 1997 - Wytwórnia: Polskie Nagrania „Muza”                             |               |
| 1998 | Złota kolekcja: Sentymentalny świat - Wydany: 01.01.1998 - Wytwórnia: Pomaton EMI                    |               |
| 1999 | Platynowa kolekcja: Jerzy Połomski – Złote przeboje - Wydany: 1999 - Wytwórnia: Point Music          |               |
| 1999 | Galeria polskiej piosenki: Jerzy Połomski. Nie zapomnisz nigdy - Wydany: 1999 - Wytwórnia: Yesterday |               |
| 2003 | Bo z dziewczynami: Polskie perły - Wydany: 2003 - Wytwórnia: Polskie Nagrania „Muza”                 |               |
| 2006 | The Best: Nie zapomnisz nigdy - Wydany: 01.01.2006 - Wytwórnia: Agencja Artystyczna MTJ              |               |
| 2007 | Platynowe przeboje: Czy ty wiesz moja mała - Wydany: 2007 - Wytwórnia: GM Distribution               |               |
| 2010 | 40 piosenek Jerzego Połomskiego - Wydany: 26.03.2010 - Wytwórnia: Polskie Nagrania „Muza”            |               |
| 2013 | Połomski – Jubileusz - Wydany: 11.10.2013 - Wytwórnia: Teddy Records                                 |               |
| 2013 | Połomski – Jubileusz Vol. 2 - Wydany: 11.10.2013 - Wytwórnia: Teddy Records                          |               |

### EP-ki
| Rok  | Tytuł i informacje wydawnicze                                                                                      |
| ---- | --- |
| 1957 | Piosenka dla nieznajomej - Wydany: 1957 - Wytwórnia: Pronit                                                        |
| 1960 | Piosenka stara jak świat nr 2 - Wydany: 1960 - Wytwórnia: Pronit                                                   |
| 1960 | Jerzy Połomski 1960 - Wydany: 1960 - Wytwórnia: Warner Music Poland                                                |
| 1962 | Jerzy Połomski 1962 - Wydany: 1962 - Wytwórnia: Warner Music Poland                                                |
| 1964 | Jerzy Połomski 1964 - Wydany: 1964 - Wytwórnia: Warner Music Poland                                                |
| 1964 | Płynie rzeka - Wydany: 1964 - Wytwórnia: Polskie Nagrania „Muza”                                                   |
| 1965 | Jeśli chcesz, podaruję ci księżyc - Wydany: 1965 - Wytwórnia: Pronit                                               |
| 1966 | Synku mój - Wydany: 1966 - Wytwórnia: Polskie Nagrania „Muza”                                                      |
| 1966 | Piosenka o mojej Warszawie / Jutro Warszawa (z Teresą Tutinas) - Wydany: 1966 - Wytwórnia: Polskie Nagrania „Muza” |
| 1968 | Jerzy Połomski 1968 - Wydany: 1968 - Wytwórnia: Warner Music Poland                                                |
| 1973 | Nic nie kończy się nagle - Wydany: 1973 - Wytwórnia: Polskie Nagrania „Muza”                                       |

### Albumy limitowane
| Rok  | Tytuł i informacje wydawnicze                                                      | Informacje                                            |
| ---- | ---------------------------------------------------------------------------------- | ----------------------------------------------------- |
| 2008 | Bo z dziewczynami - Wydany: 2008 - Wytwórnia: Agencja Artystyczna MTJ, Euro Muzyka | Album dołączony do mięsięcznika pt. „Poradnik Domowy” |

### Inne
| Rok  | Tytuł i informacje wydawnicze                                                                                      | Pozostali wykonawcy                                             | Utwory |
| ---- | --- | --------------------------------------------------------------- | --- |
| 1957 | Piosenka dla nieznajomej / Diabelski młyn - Wydany: 1957 - Wytwórnia: Pronit                                       | - Orkiestra Taneczna Polskiego Radia (kier. Kazimierz Turewicz) | - „Piosenka dla nieznajomej” - „Pewnego dnia” |
| 1960 | Piosenki przy kawie - Wydany: 1960 - Wytwórnia: Pronit                                                             | - Irena Santor                                                  | - „Czerwona czapeczka” - „To tylko wiatr” - „Bywa tak” |
| 1961 | Bez tytułu - Wydany: 1961 - Wytwórnia: Pronit                                                                      | - Barbara Rylska - Irena Santor                                 | - „Zdarza się” |
| 1961 | Ulubieni piosenkarze nr 1 - Wydany: 1961 - Wytwórnia: Polskie Nagrania „Muza”                                      | - Maria Koterbska                                               | - „Gdzie się kończą ulice” - „Marie Chantal” - „Nie mogę zapomnieć” - „Posłuchaj kochana” |
| 1961 | Romantica - Wydany: 1961 - Wytwórnia: Polskie Nagrania „Muza”                                                      | - Ludmiła Jakubczak                                             | - „Romantica” - „Ty jesteś moim przeznaczeniem” |
| 1965 | Piosenki młodzieżowe (Молодежные Песни) - Wydany: 1965 - Wytwórnia: Polskie Nagrania „Muza”                        | - Bogdan Czyżewski - Irena Santor                               | - „Piosenka o mojej ulicy” (Песня О Моей Улице) |
| 1969 | Wszystkiego najlepszego - Wydany: 1969 - Wytwórnia: Pronit                                                         | - Bogdan Czyżewski - Stenia Kozłowska - Danuta Rinn             | - „Ma czego chciał” |
| 1980 | Najpiękniejsze kolędy - Pójdźmy wszyscy do stajenki - Wydany: 1980 - Wytwórnia: Polskie Nagrania „Muza”            | - Anna German - Irena Santor - Adam Zwierz                      | - „Gdy się Chrystus rodzi” - „Wesoła nowina” - „Mędrcy świata” - „Cicha noc” - „Jezus malusieńki” |
| 1981 | Marii chwałę śpiewać będziem (Jubileusz 600-lecia Jasnej Góry) - Wydany: 1981 - Wytwórnia: Polskie Nagrania „Muza” | - Alibabki - Sława Przybylska                                   | |
| 1988 | Kolędy według Korcza - Wydany: 1988 - Wytwórnia: PR SA                                                             | - Alicja Majewska - Łucja Prus                                  | - „Pójdźmy wszyscy do stajenki” - „Bracia patrzcie jeno” - „Lulajże, Jezuniu” - „Jam jest dudka” - „Mędrcy świata” - „Dzisiaj w Betlejem” - „Cicha noc” - „Wśród nocnej ciszy” - „Jezusa narodzonego” - „Przybieżeli do Betlejem” - „Oj, maluśki, maluśki” - „Bóg się rodzi” |
| 1991 | Najpiękniejsze kolędy - Wydany: 1991 - Wytwórnia: Polskie Nagrania „Muza”                                          | - Anna German - Irena Santor - Adam Zwierz                      | - „Gdy się Chrystus rodzi” - „Anioł pasterzom mówił” - „Cicha noc” - „Jezus malusieńki” - „Wesoła nowina” - „Mędrcy świata” - „Noc cicha w śnie” |
|      | Ulubione piosenki - Wytwórnia: Polskie Nagrania „Muza”                                                             | - Olgierd Buczek - Natasza Zylska                               | - „Ostatni raz pocałuj mnie” - „Samotna niedziela” |

### Single
| 1957                                                                                            | „Gdzie jest mój dom” / Agnieszka Bielska – „Sambalele”                         | Podwieczorek z piosenką / —                                    |
| 1958                                                                                            | „Marie Chantal” / „Gdzie się kończą ulice”                                     | Ulubieni piosenkarze nr 1                                      |
| 1960                                                                                            | Sława Przybylska – „Jak trudno jest zapomnieć” / „Młodym być i więcej nic”     | Stare a niezapomniane piosenki / Piosenka stara jak świat nr 2 |
| 1960                                                                                            | Wiesława Frejmanówna – „Tobie dałam serce” / „Pewnego dnia”                    | 40 tylko polskich piosenek: lata '50                           |
| 1960                                                                                            | Rena Rolska – „Nie oczekuję dziś nikogo” / „Za kilka lat”                      | Polska Nostalgia 75+ Vol. 1 / Podwieczorek z piosenką          |
| 1960                                                                                            | „Pamiętam twoje oczy” / „Szkoda twoich łez dziewczyno”                         | Ulubieni piosenkarze śpiewają przeboje / —                     |
| 1960                                                                                            | „Czerwona czapeczka”                                                           | Piosenki przy kawie                                            |
| 1961                                                                                            | Halina Kunicka – „Lato” / „Czerwona czapeczka”                                 | 40 piosenek Haliny Kunickiej / —                               |
| 1961                                                                                            | Halina Kunicka – „Są takie dni” / „Podmoskiewski zmierzch”                     | —                                                              |
| 1961                                                                                            | Barbara Rylska – „Trele morele” / „Bywa i tak”                                 | —                                                              |
| 1962                                                                                            | Olgierd Buczek – „Oczy czarne” / „Szkoda twoich łez dziewczyno”                | —                                                              |
| 1963                                                                                            | „Amor, Mon Amour My Love” / Tadeusz Woźniakowski – „Giovane, Giovane, Giovane” | —                                                              |
| 1964                                                                                            | „Ben Akiba”                                                                    | —                                                              |
| 1967                                                                                            | „Ach, co za noc” / „Dom wschodzącego słońca”                                   | Jerzy Połomski śpiewa                                          |
| 1968                                                                                            | „Arlekin” / „Co mówi wiatr”                                                    | Jerzy Połomski śpiewa                                          |
| 1972                                                                                            | „Gdzie jest mój dom” / Violetta Villas – „Dla ciebie miły”                     | Podwieczorek z piosenką / Dla ciebie miły                      |
| 1976                                                                                            | „Sentymentalny świat”                                                          | Z Tobą świat nie ma wad                                        |
| 1976                                                                                            | „Każdemu wolno kochać” / Irena Santor – „Ach jak przyjemnie”                   | Kiedy znów zakwitną białe bzy / Piosenki Vol. 1                |
| 1977                                                                                            | „Kłam, że mnie kochasz”                                                        | Z Tobą świat nie ma wad                                        |
| 1977                                                                                            | „Zapomnisz kiedyś, że to ja”                                                   | Tempus fugit                                                   |
| 2007                                                                                            | „Czas nas zmienia”                                                             | —                                                              |
| 2007                                                                                            | „Bywa i tak” / Irena Santor – „Czarny szal”                                    | —                                                              |
| „—” oznacza, że utwór nie był notowany na danej liście lub że nie istniała ona w danym okresie. |                                                                                |                                                                |

### Gościnnie
| 2007                                                                                            | „Bo z dziewczynami” (z zespołem Big Cyc) | 45 | Szambo i perfumeria |
| „—” oznacza, że utwór nie był notowany na danej liście lub że nie istniała ona w danym okresie. |                                          |    |                     |

### Inne notowane utwory
| Rok                                                                                             | Tytuł                        | Najwyższe pozycje na listach przebojów | Najwyższe pozycje na listach przebojów | Najwyższe pozycje na listach przebojów | Album                |
| Rok                                                                                             | Tytuł                        | PR1                                    | PAN                                    | OLPP                                   | Album                |
| ----------------------------------------------------------------------------------------------- | ---------------------------- | -------------------------------------- | -------------------------------------- | -------------------------------------- | -------------------- |
| 1968                                                                                            | „Daj”                        | —                                      | —                                      | 1                                      | Daj                  |
| 1968                                                                                            | „Kodeks”                     | —                                      | —                                      | 36                                     | —                    |
| 1970                                                                                            | „Moja miła, moja cicha”      | —                                      | —                                      | 38                                     | Jerzy Połomski       |
| 1973                                                                                            | „Bo z dziewczynami”          | 9                                      | 4                                      | —                                      | Bo z dziewczynami    |
| 1976                                                                                            | „Kochaj właśnie mnie”        | 7                                      | —                                      | —                                      | Tempus fugit         |
| 1977                                                                                            | „Tak daleko nam do siebie”   | —                                      | —                                      | 1                                      | Tempus fugit         |
| 1984                                                                                            | „Nie płaczmy nad sobą”       | —                                      | —                                      | 1                                      | Nie płaczmy nad sobą |
| 1984                                                                                            | „Idź swoją drogą”            | —                                      | —                                      | 1                                      | —                    |
| 1984                                                                                            | „Chłopaki z naszej ulicy”    | —                                      | —                                      | 12                                     | —                    |
| 1996                                                                                            | „Zakochani” (z Ireną Santor) | —                                      | —                                      | 2                                      | Duety                |
|                                                                                                 | „Kunegunda”                  | —                                      | —                                      | 5                                      | —                    |
| „—” oznacza, że utwór nie był notowany na danej liście lub że nie istniała ona w danym okresie. |                              |                                        |                                        |                                        |                      |

### Pocztówki dźwiękowe
| Rok  | Tytuł                                                                               |
| ---- | ----------------------------------------------------------------------------------- |
| 1958 | „Umówiłem się z nią na dziewiątą” / „Pamiętam twoje oczy” (ze Zbigniewem Kurtyczem) |
| 1966 | „Pamelo żegnaj” / „Walc hiszpański” (z zespołem Tercet Egzotyczny)                  |
| 1966 | „Walc hiszpański” / „Czterej pancerni i pies” (z Edmundem Fettingiem)               |
| 1968 | „Miłość nigdy nie wraca”                                                            |
| 1969 | „Kiedy miłość odchodzi”                                                             |
| 1969 | „Gdybyś kochał, hej” / „Jeszcze wczoraj” (z zespołem Breakout)                      |
| 1969 | „Kiedy miłość odchodzi” / „Kiedyś przecież spotkamy się znów” (z Grażyną Litwin)    |
| 1970 | „Piosenka z Kalinka” / „Czy moja” (z Haliną Kunicką)                                |
| 1970 | „Daj mi znać”                                                                       |
| 1970 | „Będziesz ty będę ja” / „Zapamiętajmy każdą chwilę”                                 |
| 1970 | „Orkiestry dęte” / „Kieszeń pełna śmiechu” (z Haliną Kunicką)                       |
| 1970 | „Moja miła, moja cicha”                                                             |
| 1971 | „Nie zapomnę nigdy”                                                                 |
| 1972 | „Ach, co za noc” / „Dom wschodzącego słońca”                                        |
| 1972 | „Gdzie jest Katiusza” / „Jesienne liście” (ze Sławą Przybylską)                     |
| 1972 | „Nie zapomnisz nigdy” / „Kasieńka” (z Haliną Kunicką)                               |
| 1972 | „Nie zapomnisz nigdy” / „Dziewczyny kochajcie nas” (z zespołem Ptaki)               |
| 1973 | „Bo z dziewczynami”                                                                 |
| 1973 | „Bo z dziewczynami” / „Dwa razy dwa” (z zespołem Parita)                            |
| 1973 | „Taką cię wymyśliłem”                                                               |
| 1974 | „Warszawski kalendarz” / „Gdyby nie ty, Warszawo”                                   |
| 1974 | „Dziewczyny takie są”                                                               |
| 1974 | „Bo z dziewczynami” / „Diabeł i raj” (z Marylą Rodowicz)                            |
| 1974 | „Gwiazda miłości” / „W Warszawie zabawa” (z Haliną Kunicką)                         |
| 1975 | „Tyle wdzięku” / „Po co są dziewczyny” (z Ireną Woźniacką)                          |
| 1976 | „Kochaj właśnie mnie”                                                               |
| 1977 | „Z Tobą świat nie ma wad”                                                           |
| 1977 | „Na brzegu dnia”                                                                    |
| 1977 | „Te co mnie kochały”                                                                |
| 1977 | „Kłam że mnie kochasz”                                                              |
| 1978 | „I tylko nocą ten walc”                                                             |
| 1978 | „Sen, który się spełnia” (z Alicją Majewską)                                        |

## ZSRR

### EP-ki
| Rok  | Tytuł i informacje wydawnicze                                                                                                  | Utwory |
| ---- | --- | --- |
| 1966 | Tri goda ty mne snilas / Zagadaj żelanije (Три Года Ты Мне Снилась / Загадай Желание) - Wydany: 1966 - Wytwórnia: Miełodija    | - „Tri goda ty mne snilas” (Три Года Ты Мне Снилась) - „Zagadaj żelanije” (Загадай Желание) - „Szczastliwaja kolybelnaja” (Счастливая Колыбельная) |
| 1966 | Pozeltevszije listki kalendarja / Był kto-to (Пожелтевшие Листки Календаря / Был Кто-то) - Wydany: 1966 - Wytwórnia: Miełodija | - „Pozeltevszije listki kalendarja” (Пожелтевшие Листки Календаря) - „Był kto-to” (Был Кто-то)                                                     |

### Pocztówki dźwiękowe
| Rok  | Tytuł                                                                     |
| ---- | ------------------------------------------------------------------------- |
| 1965 | „Czemu dziś?” / „Gde Ty?” (z Luminițą Cosmin) (Отчего, Почему? / Где Ты?) |
| 1980 | „Poyet Yeżi Polomskij (Polsza)” (Поет Ежи Поломский (Польша))             |

## Stany Zjednoczone

### Albumy studyjne
| Rok  | Tytuł i informacje wydawnicze                          | Certyfikat |
| ---- | ------------------------------------------------------ | ---------- |
| 1970 | Cała sala śpiewa - Wydany: 1970 - Wytwórnia: Miełodija |            |